# 大光里站
大光里站（：／ Daegwangni yeok */?）是京元線沿線的一座鐵路車站，位于韓國京畿道漣川郡新西面。

## 車站結構

### 月台配置
| ↑新望里 |
| 月台 \| |
| 新炭里↓ |

| 月台 | 路線   | 類別     | 目的地               |
| ---- | ------ | -------- | -------------------- |
| 月台 | 京元線 | 通勤列車 | 東豆川、白馬高地方向 |

## 歷史
- 1912年10月21日：本站啟用。
- 2011年7月28日：受到韓國中部集中暴雨影響而導致路線流失，列車因此停駛，
- 2012年3月21日：列車復駛，班次一天11往返。
- 2012年7月：列車時刻調整，班次增加為一天17往返。
- 2015年7月20日：本戰降等為無配置檢疫站。

## 车站周边
- 大光中學
- 大光郵政局
- 大光初等學校
- 新西面事務所
- 新西派出所
- 漣川農協 新西分店
- 漣川消防所 新西119地域隊
- 農協統一超市 新西店
- 新西面居民自治中心
- 坡州漣川畜協 漣川分店
- 新西保健分所

## 相鄰車站
韓國鐵道公社
京元線
新望里－大光里－新炭里